# Stanisław Patalan
Stanisław Patalan (ur. 7 czerwca 1908, zm. 30 listopada 1943) – kapitan obserwator Polskich Sił Powietrznych w Wielkiej Brytanii, kawaler Krzyża Srebrnego Orderu Wojennego Virtuti Militari, uczestnik kampanii wrześniowej.

## Życiorys
Syn Jana i Anny Piechowskiej. Po ukończeniu Seminarium Nauczycielskiego w Łomży przez pewien czas pracował w szkole powszechnej w miejscowości Łączka. Będąc osobą zafascynowaną lotnictwem wstąpił do Szkoły (pluton) Podchorążych Rezerwy przy 1 baonie balonowym w Toruniu a następnie ukończył Szkołę Podchorążych Lotnictwa w Dęblinie ze specjalnością „Obserwator balonowy” (VII promocja, lokata 53). 15 sierpnia 1933 roku w stopniu podporucznika otrzymał przydział do 1 baonu balonowego (stanowisko – obserwator balonowy). Na stopień porucznika został awansowany ze starszeństwem z dniem 19 marca 1937 i 28. lokatą w korpusie oficerów lotnictwa, grupa liniowa. W marcu 1939 w dalszym ciągu pełnił służbę w 1 batalion balonowym na stanowisku dowódcy plutonu łączności.
Stanisław Patalan był znanym przedwojennym, wyczynowym lotnikiem balonowym. Reprezentował Polskę w zawodach o Puchar Gordona Bennetta w 1938 roku, gdzie wraz z Bronisławem Wacławem Koblańskim na SP-AMY „Polonia II” - uplasowali się na 5 miejscu przelatując 1369 km w czasie 33 godzin i 43 minut.
Podczas mobilizacji w 1939, został mianowany dowódcą 3 kompanii balonów obserwacyjnych przynależnej do Armii „Łódź”.
Po klęsce wrześniowej wraz ze swoją formacją przekroczył granice Węgier (21 września) skąd przedostał się do Francji, gdzie wstąpił do PSP (16 stycznia 1940). Po upadku Francji ewakuowany do Wielkiej Brytanii (13 lipca 1940) gdzie kontynuował służbę, otrzymał numer służbowy P-1237. W okresie od 1 lipca 1941 r. do 19 kwietnia 1942 r. – odbył kursy obsługi w Szkole RAF, po czym 23 lipca 1942 r. został przydzielony jako nawigator (w stopniu kapitana) do 301 dywizjonu bombowego „Ziemi Pomorskiej”. Uczestniczył wielokrotnie w lotach bojowych. 22 października 1943 został przeniesiony do brytyjskiego 511 dywizjonu transportowego stacjonującego w Lyneham.
30 listopada 1943 r. o godzinie 01:29 – samolot transportowy Douglas Dakota Mark III (lot nr 515) uległ katastrofie, 1 milę na północ od lotniska w Portreath. Jednym z 12 ofiar (członków załogi i pasażerów) był kpt. Stanisław Patalan.
W życiu prywatnym, 16 grudnia 1942 roku ożenił się z Brytyjką Verą Mary Cocker, z którą miał syna o imieniu Jan.

## Ordery i odznaczenia
- Krzyż Srebrny Orderu Virtuti Militari nr 9699[5]
- Krzyżem Walecznych (trzykrotnie)
- Medal Lotniczy (dwukrotnie)[6]